# شارع كوميتاس
شارع كوميتاس (الأرمينية: Կոմիտասի պողոտա) هو طريق يبعد 3 كيلومتر عن العاصمة الأرمينية يريفان. سمي على اسم الملحن الأرميني الشهير كوميتاس، ويعد الشارع الطريق الشرياني لمنطقة أربكير.
افتتح الشارع في عام 1938، يبدأ الشارع من معهد يريفان لأبحاث وتطوير الكمبيوتر بالقرب من ساحة كوميتاس وينتهي مع تقاطع جسر لامبادا عبر شارع أزاتوتيان.
يعد هذا الشارع موطناً أساسياً للمباني السكنية ومراكز التسوق والخدمات والمحلات الصغيرة بالإضافة إلى المدارس والمطاعم.

## معرض صور

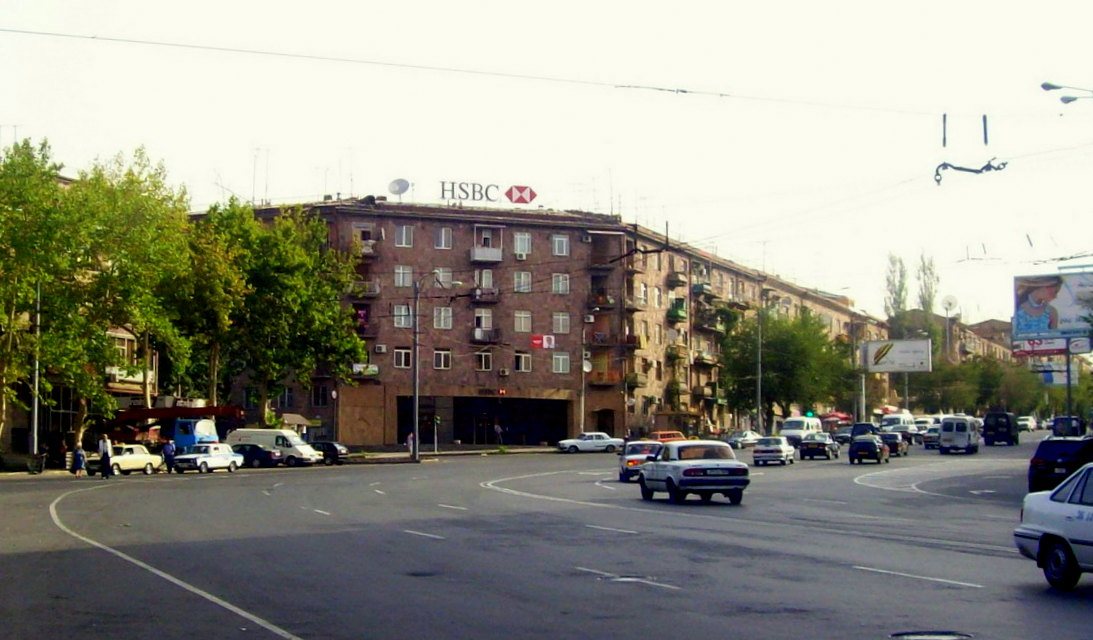
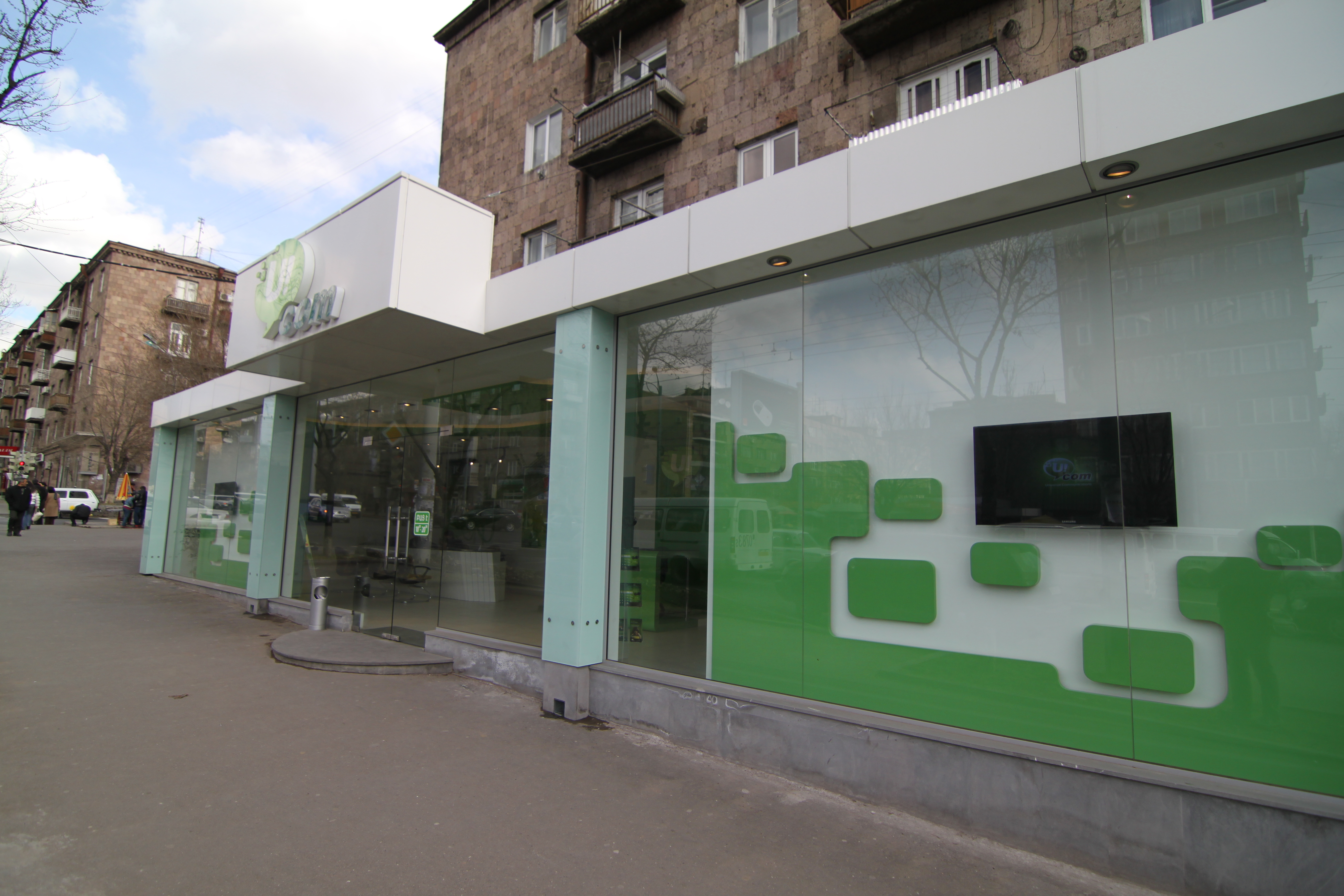
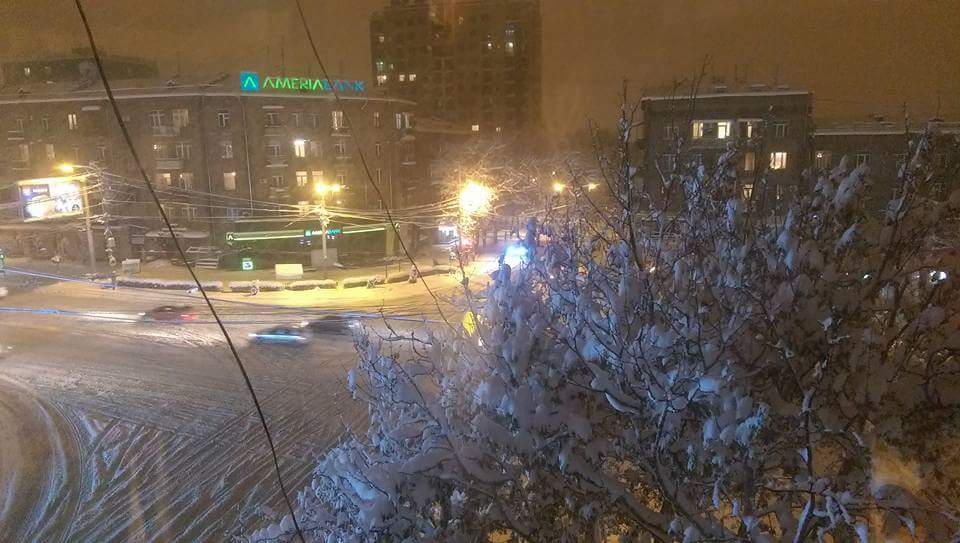